# أحمد ماهر (سياسي)
أحمد ماهر (14 سبتمبر 1935 - 27 سبتمبر 2010 / 18 شوال 1431 هـ) وزير خارجية مصر من عام 2001 إلى 2004. درس القانون في جامعة القاهرة. كان سفيرًا لمصر في الولايات المتحدة الأمريكية قبل أن يتولى منصب وزير الخارجية، وكان أيضًا سفيرًا لمصر في روسيا. خلفه في وزارة الخارجية أحمد أبو الغيط. أحمد ماهر وشقيقه السفير علي ماهر هما أحفاد أحمد ماهر باشا، رئيس وزراء مصر الأسبق.
تدرج ماهر في وظائف السلك الدبلوماسي حيث بدأ حيات المهنية على درجة «ملحق دبلوماسي» عام 1957 وفي هذا العام شارك ماهر في اجتماعات لجنة الشئون البريطانية والفرنسية والأسترالية عام 1957، ثم رقي بعدها إلى درجة سفير وتنقل بين السفارات المصرية في الخارج حيث كانت كينشاسا وباريس، والقنصلية العامة بزيوريخ والبرتغال ثم ببلجيكا أهم المحطات التي رسى بها أحمد ماهر حيث اعتُمد لدى دول السوق الأوروبية المشتركة.
من المناصب الأخرى التي تولاها أحمد ماهر، أنه كان سفيرًا لمصر في موسكو وواشنطن، ولشبونة وبروكسل ثم عمل أيضًا بمكتب مستشار الرئيس لشئون الأمن القومي عام 1971 حتى عام 1974، ومديرًا لمكتب وزير الخارجية من عام 1978 حتى عام 1980.
كانت آخر المناصب التي تولاها أحمد ماهر قبل أن يتولّى زمام الخارجية المصرية خلفًا لعمرو موسى هو منصب مدير صندوق المعونة العربي في أفريقيا التابع للجامعة العربية ومقره القاهرة.

## وفاته
توفي أحمد ماهر في 27 سبتمبر 2010 بعد إصابته بأزمة صحية مفاجئة، نُقِل على إثرها إلى المستشفى حيث مات. شُيّعت جنازته من مسجد آل رشدان في القاهرة بحضور الرئيس السابق محمد حسني مبارك.